# Lestinogomphus matilei
Lestinogomphus matilei är en trollsländeart som beskrevs av Legrand 2001. Lestinogomphus matilei ingår i släktet Lestinogomphus och familjen flodtrollsländor. IUCN kategoriserar arten globalt som livskraftig. Inga underarter finns listade i Catalogue of Life.